# La Nación (Paraguay)
La Nación è un quotidiano conservatore paraguaiano fondato nel 1995.

## Storia
Fu fondato dall'imprenditore Osvaldo Domínguez Dibb il 25 maggio 1995. Nel 2007 l'ONG Survival International insignì la testata del poco onorevole titolo di "articolo più razzista dell'anno" per un pezzo dove i nativi venivano definiti neolitici e paragonati ad un cancro.
Il 16 aprile 2016 il giornale, insieme agli altri organi d'informazione del Gruppo Nación è stato acquistato dal Gruppo Cartes, di proprietà dell'ex presidente paraguaiano Horacio Cartes.